# جاك أبيرناثي
جاك أبيرناثي (بالإنجليزية: Jack Abernathy)‏ هو ضابط شرطة أمريكي، ولد في 28 يناير 1876 في مقاطعة بوسك في الولايات المتحدة، وتوفي في 11 يناير 1941 في ويتشيتا فولز في الولايات المتحدة.